# Provincia de Sánchez Carrión

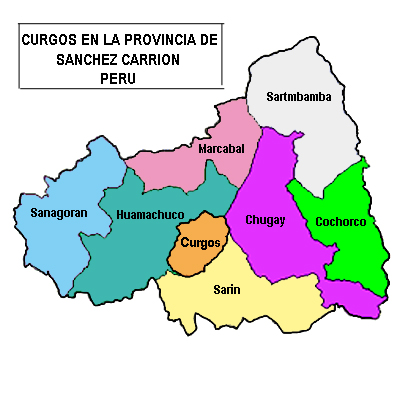
Distritos de Sánchez Carrión

La provincia Sánchez Carrión (llamada históricamente y hasta 1976 provincia de Huamachuco) es una de las doce que conforman el departamento de La Libertad en el norte del Perú. Está situada en la parte central y oriental del departamento. Limita por el norte con el departamento de Cajamarca, por el este con la provincia de Bolívar y la provincia de Pataz, por el sur con la provincia de Santiago de Chuco y por el oeste con la provincia de Otuzco.
Desde el punto de vista jerárquico de la Iglesia católica, forma parte de la prelatura de Huamachuco.

## Eponimia
Esta provincia se llamó Huamachuco desde su creación en la época de la independencia hasta el año 1976 que, en honor al prócer de la independencia José Faustino Sánchez Carrión y en el bicentenario de su nacimiento, adoptó este epónimo, que perpetúa a su hijo ilustre, colaborador del Libertador, Simón Bolívar, según datos verificables en Enciclopedia Ilustrada del Perú, de Tauro del Pino.

## Historia

### Preinca
Esta tierra fue habitada en primer término por los huachemines. Durante el apogeo de la cultura mochica, éstos invadieron la región y fundaron el señorío de los huamachucos.
Los restos hallados de esta lejana civilización demuestran la existencia de una populosa ciudadela, Marcahuamachuco, secundada por una más pequeña, wiracochapampa.
Max Uhle sostiene que los huamachucos tuvieron su propia cultura, un idioma propio: el Culli; tuvieron como deidad principal a Atagujo, y su dios terrenal fue elevado al rango de dios: Catequil. Tuvieron otros dioses, como Usquevil.

### Inca
Después de la conquista inca de Cajamarca en el siglo XV, el Gran Huamachuco acoge a Túpac Inca Yupanqui, príncipe heredero de trono inca y le dio un espléndido recibimiento.
Terminadas las fiestas de recibimiento, los incas dispusieron que los habitantes locales —que vivían dispersos— se unieran formando pueblos, adorasen al sol, y quedasen subordinados a Inti, nombre inca del sol; pero permitieron que también mantuviesen a Atagujo y sus otras divinidades regionales.
Durante este periodo, los huamachucos tenían muchos privilegios, concediéndole así los incas un acllahuasi (casa de las doncellas), solo otorgado a los pueblos de mayor rango administrativo.
El Inca Garcilaso de la Vega, en sus Comentarios reales de los incas, relata la manera en que fuera incorporado el señorío de Huamachuco al incanato, y califica a la Gran Provincia llamada Huamachuco, gobernada por «un gran señor del mismo nombre»; y tras indicar su deseo para enmendar las costumbres de su pueblo e incorporarlo al imperio, anota que el inca Pachacútec y sus sucesores «hicieron siempre mucho caudal y estima de este Huamachuco y de sus descendientes, y ennoblecieron grandemente su provincia».

### Conquista
Los pobladores de Huamachuco no se mostraron ajenos a la llegada de los españoles; pues al tener conocimiento de la captura de Atahualpa, organizaron un poderoso ejército para liberar a su soberano de la prisión. Al conocer los movimientos bélicos de los indios, se envió a Hernando de Soto para inspeccionar los dominios del Gran Huamachuco.
El inca Titu Atauchu, al conocer la muerte de su hermano Atahualpa, emperador recientemente coronado, se dirigió a Cajamarca, al frente de aguerridas tropas. En dicho lugar ahorcó a doce españoles. Luego, continuó su persecución y dio alcance en las llanuras de Huamachuco a Pizarro y lo venció. Pero no lo ajustició por intervención de Francisco Chávez (falta referencia documental).
El territorio de Huamachuco también fue el lugar donde se consumó el ajusticiamiento del inca Huáscar, rival de Atahualpa en la lucha por la sucesión del imperio, siendo ahogado en el río Antamarka (actualmente río Tulpo).

### Virreinato
La primera orden religiosa que arribó a Huamachuco fue la de los agustinos, en el año 1551. Dos años después, la misión agustina estableció un convento, el primero para aborígenes en el Perú. Se institucionalizó el culto a Nuestra Señora de la Alta Gracia, cuya fiesta se realiza el 15 de agosto de cada año, regocijo que se conmemora hasta nuestros días.
Durante esta época, Huamachuco se constituyó en uno de los partidos más importantes de la intendencia de Trujillo  por su extensión, industrias y por sus cuantiosas rentas que recogía la Corona española.

### Emancipación
En este período, Huamachuco tuvo una brillante actuación, altamente patriótica y decisiva para el triunfo de la Revolución de la Independencia desde el norte del país. Huamachuco constituyó el foco activo para elaborar los preparativos bélicos y se erige en baluarte de agitación y propaganda revolucionarias.
En el Reglamento Provisorio, del 12 de febrero de 1821, figura Huamachuco entre las provincias del departamento de Trujillo, y desde entonces ha seguido en tal categoría.
Por su adhesión a la causa independentista y por sus importantes servicios, San Martín expide en Chancay el 12 de junio un decreto elevando a Huamachuco al rango de ciudad, con el honroso calificativo de «Muy Ilustre y Fiel Ciudad».
Entre los múltiples servicios de Huamachuco, cabe citar los siguientes: ser uno de los primeros pueblos en declarar su independencia, sirvió de centro de preparación para el ejército que derrotó a las huestes realistas en Junín y Ayacucho, aportó gran cantidad de recursos: hombres, víveres, acémilas, vestuario, armas, pólvora, joyas y dinero, rabonas.
Bolívar en sus cartas al general Sucre dice: «Aunque se le ha dicho a usted que ejecute las retiradas de las tropas hacia Trujillo; he calculado que Huamachuco es un punto más central para que sirva de lugar de asamblea y de cuartel general; porque reúne todo: pastos, clima, víveres, llanuras y también quebradas y eminencias para elegir, según las circunstancias y las fuerzas el terreno que más nos convenga».

### República
Entre los ilustres personajes que defendieron la implantación del sistema republicano en nuestro país, destacó de forma singular el huamachuquino José Faustino Sánchez Carrión, quién gobernó el país entre los años de 1823 y 1825, como miembro de la Junta de Gobierno que dejó Bolívar tras su salida del Perú.
En 1840 se estableció que en el antiguo local del convento agustino, se dictarían cursos de gramática latina y filosofía, que dio oportunidad a la fundación del Colegio Nacional, a petición del diputado por Huamachuco, Nicolás Rebaza Cueto.
Durante la guerra del Pacífico —o del Salitre—, desde un tiempo atrás, se encontró acantonado en Huamachuco una división chilena al mando del coronel Gorostiaga. Aquí se libró la batalla de Huamachuco el 10 de julio de 1883, encuentro sangriento y desigual. Pero, al mismo tiempo, heroico para las tropas peruanas, bajo el mando de Andrés Avelino Cáceres Dorregaray. Aquí, con valor perdió la vida, el coronel Leoncio Prado, habiendo sido repasado por la vesanía chilena. La batalla se perdió, pero con dignidad y heroísmo, sin descuidar el honor nacional.
En el siglo XX, Huamachuco también fue cuna de distinguidos peruanos. Tal es el caso de Ciro Alegría, quien naciera en la Hacienda Quilca. Este ilustre huamachuquino llegó a ser presidente de la Asociación Peruana de Escritores y Artistas, y fue un gran literato peruano de fama mundial. En esta noble provincia, nacieron también Abelardo Gamarra, Néstor Gastañadui, entre otros personajes notables.

## Geografía
Abarca una extensión de 2486,38 km². Está a 183 km al este y a 3 h de Trujillo, por carretera.

## Población
Según censo de población del 2007, la provincia tiene una población total de 136 221 habitantes.

## Actividades económicas
En el siglo XXI, su gente se dedica principalmente a la agricultura, la ganadería y la crianza de animales domésticos. Su producción es muy diversa, gracias a que se extiende en zonas de Jalca y Temple, como en Cochorco y Sartimbamba junto al cálido Marañón, donde se produce ciruela, plátano, camote,  yuca, mango, naranja, etcétera. En las alturas de la provincia, se produce gran variedad de papa nativa como la carhuanaca, chano de perro, llameyina, entre otras. Huamachuco tiene renombre nacional en la producción de papa, siendo el principal abastecedor de los mercados de la costa norte del Perú. También produce grandes cantidades de trigo, maíz, lenteja, arveja, haba, oca, mashua, y olluco. Sánchez Carrión también aporta a la industria minera con oro, plata, carbón y caolín. El oro es explotado por la empresa canadiense Barrik Gold Corporation, la cual fue premiada por IPAE el año 2005 con el premio Luis Hochschild Plaut como empresa emblema de la minería por su cooperación en la educación y el desarrollo de los pueblos aledaños.

## División administrativa

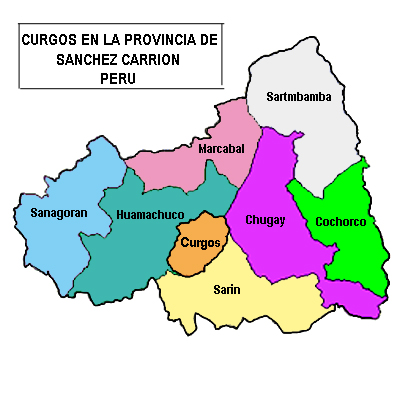
Mapa de los distritos de la provincia

La provincia está dividida en ocho distritos:
1. Huamachuco
2. Chugay
3. Cochorco
4. Curgos
5. Marcabal
6. Sanagorán
7. Sarín
8. Sartimbamba

## Autoridades

### Regionales
- Consejero regional
  - 2019-2022:[3] Milagros Jennifer Catalán Corman (Fuerza Popular)

### Municipales
- 2015-2018[4]
  - Alcalde: Mag. Carlos Arturo Rebaza López, de Alianza para el Progreso (APP).
  - Regidores: Joel Jesús Espinoza Alayo (APP), Rosa Nelly Salazar Rodríguez (APP), Jorge Antonio Acosta Acevedo (APP), Julissa Jovana Vera Paredes (APP), Ely Robles Campos (APP), Marcelo de la Cruz Llajaruna (APP), César Augusto Reyes Villalovos (APP), Carlos Alberto Pacheco Salazar (Súmate), José Mario Vargas Vera (Súmate), Luis Fernando Vazallo Peña (Fuerza Popular), Marino Esteban Ruiz Castillo (MICOE).[5]

### Policiales
- Comisario: Mayor PNP

### Religiosas
- Prelatura de Huamachuco[6]
  - Obispo prelado de Huamachuco: Monseñor Sebastián Ramis Torres, TOR.[7]

## Atractivos turísticos

### Histórico
Casa de José Faustino Sánchez Carrión: Se encuentra ubicada entre los jirones José Balta y Sánchez Carrión, en la Plaza de Armas. Es la casa donde nació José Faustino Sánchez Carrión, el Padre de la República, allí fue recibido el general Simón Bolívar y se le brindó el primer baile en su honor.
Esta casa, hasta la actualidad ha sufrido varias modificaciones, desde la subdivisión en tres viviendas, en una de las cuales funcionaban el Banco de Crédito, las otras pentenecen a diferentes dueños. Se espera que algún día sea expropiado y se realicen trabajos de restauración; el local puede destinarse para un Museo de Historia y archivo cultural de la provincia o de una filial del Instituto Nacional de Cultura-Huamachuco.

### Arqueológicos
Marca-Huamachuco: Según su toponimia, el lugar donde funcionaba el gobierno y residía el pueblo del gran señorío fue denominado con el nombre de Marka Waman Churu. (marca = pueblo, waman = halcón, churu = 'chacra sin abono y muchas piedras'; y que vendría a significar 'pueblo de halcones en chacra sin abono y muchas piedras'.
En relación con el nombre del lugar y el de sus pobladores, es lo que nomina al cerro con el nombre de Marka Waman Chuco (marka = pueblo, waman = halcón, chuco = gorro; y que vendría a significar 'que era un pueblo de halcones con gorro', puesto que el halcón, cuando es sorprendido por algo extraño, levanta las plumas de la cabeza en forma de gorro.
Según Mac Cown y Max Uhle, quienes constataron mediante carbono-14, las primeras construcciones efectuadas en la meseta de Marka Wamachuco se iniciaron entre los años de 400 a 300 a. C.
La meseta abarca una longitud de 4 a 5 km de largo por 400 a 600 m de ancho y se encuentra al oeste de la ciudad capital a 3595 m s. n. m., a 500 o 600 m de Huamachuco y a 10 km de la misma. Latitud sur 7°46′15″ y 78° 04' 45" latitud oeste. Está rodeada por escarpadas rocas y profundas quebradas. Lo rodean el río Grande y el río Bado, conformándose un microclima cálido que facilita la existencia de una vegetación muy variada. 
Es posible que los restos arqueológicos de Marka Wamachuco pertenezcan a varios períodos, de todo el conjunto actual, destacan las murallas que se elevan sobre peligrosos abismos en una extensión cercana a los 5 km. Así mismo, se aprecian imponentes torres rectangulares que se elevan por encima de los 10 m mostrando algunas características que corroboran la construcción de tres pisos, como es el caso de los soportes de los techos. 
El material usado en las construcciones es de piedra combinando los grandes bloques con otros pequeños que, en conjunto, han adquirido un color muy particular.
La construcción y distribución de ambientes demuestra un profundo dominio de la ingeniería hidráulica, del urbanismo y del arte arquitectónico.
Quizá la elección de este cerro para construir el centro político religioso del reino del Gran Huamachuco, estuvo dada por su clima agradable, así como por el dominio visual de una vasta región, a lo cual se agregan los casi verticales flancos rocosos que constituyen verdaderas defensas naturales.
Hay un museo arqueológico del mismo nombre en la intersección de los jirones Sucro y San Martín en la plazuela Tauricuxi, donde se exhibe cerámica y otros hallazgos de la cultura Huamachuco, además de momias del periodo incaico encontradas en el cerro Cuyurga.
Wiracochapampa: Significa 'pampa de los dioses' o 'pampa de los caballeros'. Ubicada a 3 km al norte de Huamachuco.
La Escalerilla: Parte del gran camino inca o Capac Ñan. Son 15 km de caminos de construcción muy ingeniosa.

### Naturales
Lagunas de Sausacocha: Se encuentra a 3200 m s. n. m. y a 9 km al este de la ciudad de Huamachuco, tiene una extensión de 172 ha de espejo de agua; su suelo es fangoso y de una profundidad no menor de 1.50 m en las orillas y de 12 á 15 m en su profundidad mayor. Su agua es completamente fría y en ella se crían truchas y carpas. Por sus alrededores hay gran cantidad de totora, carrizo y otros vegetales que sirven de hábitat a patos silvestres y gallaretas.
La laguna es alimentada por las aguas de las lluvias y por filtraciones, es navegable y se pueden realizar competencias deportivas.
Los naturales explican su origen mediante subjetivas leyendas y mitos. Según su toponimia, Sausacocha quiere decir sawsi = sauce, cocha = laguna: 'laguna de sauces' o 'laguna rodeada de sauces'. También es llamada laguna que no se seca.
Lagunas Collasgón: Ubicada en el distrito de Curgos muy cerca al caserío de Cuypampa a 13 km de Huamachuco, son 500 ha de reservas natural, con abundantes aves (patos y otros) y zona dedicada a la repoblación de la vicuña. Sus orillas están cubiertas de pantanos.
Agua de los pajaritos: Manantial ubicado a 10 min de la plaza mayor.
Aguas termales del Eden: En el distrito de Curgos, a 17 km de Huamachuco sobre los 2750 m s. n. m., al margen izquierdo del río Chusgón. Se trata de aguas ferruginosa que alcanzan temperaturas de hasta 70 °C. También hay minas de sal de tiempos incaicos.
Aguas termales de Yanasara: Ubicadas a 26 km de Huamachuco sobre los 2480 m s. n. m. Sus aguas alcanzan temperaturas de 40 °C, instalaciones acondicionadas con piscinas privadas y públicas, duchas y vestidores. Cuenta con un hotel y restaurante.

## Festividades
- 10 de julio: Batalla de Huamanchuco, homenaje al héroe Leoncio Prado.
- Agosto: El Gran Chaccu, festival de la esquila de la vicuña.
- 15 de agosto: Fiesta Patronal Virgen María de la Alta Gracia
- 4 de octubre: Fiesta en honor a San Francisco de Asís
- Semana Santa

## Gastronomía
- cuy frito con revuelto

- chicharrón con mote